# Monocelis oculifera
Monocelis oculifera är en plattmaskart som beskrevs av Ax 1977. Monocelis oculifera ingår i släktet Monocelis och familjen Monocelididae. Inga underarter finns listade i Catalogue of Life.